# モンサント・サーキット

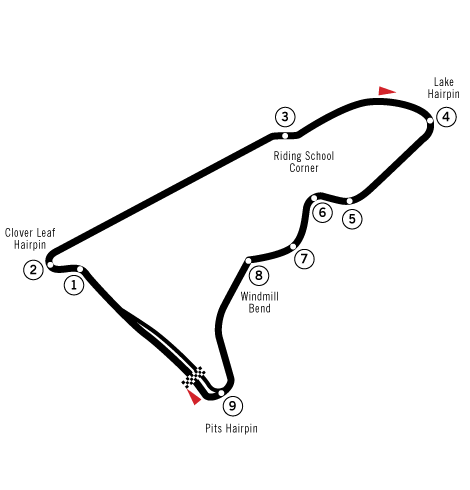
コースレイアウト

シルクイート・ド・モンサント（葡: Circuito de Monsanto, モンサント・サーキット）は1959年ポルトガルの首都リスボンでF1ポルトガルGPが行われた市街地（公道）コース。コースはリスボン市内の公園にあり起伏が多く、ホームストレートはリスボンとエストリルを結ぶ幹線道路であった。